# Rat-Man - Il segreto del supereroe
Rat-Man - Il segreto del supereroe è un film d'animazione diretto da Mario Montigiani e realizzato da Stranemani nel 2005-2006, distribuito in DVD nel 2007 dalla Panini Video.
Ha come protagonista Rat-Man, il supereroe parodistico dei fumetti creato da Leo Ortolani.

## Trama
La Fraudolent, multinazionale senza scrupoli della Città Senza Nome nella serie animata, crea una linea chiamata "blu" che i cittadini possono chiamare se si trovano in difficoltà; a causa della presenza di Rat-Man, però, questa linea non viene mai chiamata. Il direttore, vecchio collaboratore e amico di Doc, decide quindi di clonare Rat-Man per avere un esercito di supereroi con cui diventare ricco e, dopo aver clonato Rat-Man, ucciderlo per evitare problemi.

## Struttura
Il film è composto da 5 episodi della serie televisiva Rat-Man, gli unici della serie non autoconclusivi, che fin dall'inizio della produzione volevano formare un lungometraggio coeso e che di conseguenza non sarebbero mai stati messi in onda insieme agli altri episodi.
| Episodio | Titolo                       | Titolo in inglese    |
| -------- | ---------------------------- | -------------------- |
| 44       | Il supereroe                 | The Superhero        |
| 45       | Trappola per topi            | Mousetrap            |
| 46       | Il Ratto che visse due volte | Copyrat              |
| 47       | Fraudolent                   | Fraudolent           |
| 48       | Essere o non essere          | To Rat or Not to Rat |

Tali episodi sono stati poi trasmessi da Rai Gulp nell'agosto 2009.

## Colonna sonora
La colonna sonora è stata composta da Michele Bettali, Stefano Carrara e Fabrizio Castania (MSF), mentre la sigla di testa e coda è stata scritta da Michele Bettali e Stefano Carrara.

## Distribuzione
Il film è stato proiettato in anteprima il 16 marzo 2007 al cinema Lumière di Bologna in occasione del festival internazionale di fumetto BilBOlbul.
Successivamente è stato distribuito in DVD dall'11 dicembre 2007 dalla Panini Comics nella sezione Panini Video, con allegata la locandina/poster da parete del film stesso.

## Riferimenti

Titoli di testa

Nel film si possono notare i consueti camei di Andrea Plazzi e anche uno di Leo Ortolani nei panni del geologo Dott. Leonardis.
Durante i titoli di testa, nella Rat-Caverna si possono vedere il Guardiano e una foto di gruppo della Seconda Squadra Segreta.
La trama del film ha delle analogie con la storia del fumetto La minaccia verde! (Rat-Man n. 2), nella quale il dottor Denam voleva trasformare Rat-Man in un vegetoide, e con la cosiddetta "Trilogia del Clone" in cui il supereroe veniva clonato. Inoltre Kraag, il mostro del sottosuolo, era apparso nella storia "L'ombra su di me" (Rat-Man n.49).
Il presidente della Fraudolent inoltre è una parodia dell'imperatore Palpatine di Guerre stellari: riprendnedo sia il suo modo di vestire, oltre che altre e varie citazioni dal film Il ritorno dello Jedi.